# Malíkovice
Malíkovice (en allemand : Malkowitz) est une commune du district de Kladno, dans la région de Bohême-Centrale, en Tchéquie. Sa population s'élevait à 378 habitants en 2020.

## Géographie
Malíkovice se trouve à 8 km à l'ouest-sud-ouest de Slaný, à 12 km au nord-ouest de Kladno et à 36 km à l'ouest-nord-ouest de Prague.
La commune est limitée par Jedomělice au nord, par Řisuty à l'est et au sud-est, et par Drnek au sud-ouest et à l'ouest.

## Histoire
La première mention écrite de la localité date de 1349.